# 佐川観治
佐川 観治（さがわ かんじ、1968年9月18日 - ）は、日本の経営者。神戸物産社長を務めた。

## 来歴・人物
大阪府出身。1991年に新潟大学経教育学部を卒業し、同年に西本貿易に入社した。2002年6月に神戸物産に転じ、2004年6月に取締役に就任し、同年9月には社長に昇格。2008年9月を以って、社長を退任。